# Украина на «Детском Евровидении — 2022»
Украина участвовала в «Детском Евровидении — 2022», которое прошло 11 декабря 2022 года в Ереване, Армения. Украинский телевещатель НОТУ выбрал представителя с помощью национального отбора, который прошёл 18 сентября 2022 года. Страну на конкурсе представила Злата Дзюнька с песней «Незламна». Она заняла девятое место, набрав 111 баллов.

## Национальный отбор
Из более, чем 50 отосланных заявок, НОТУ выбрала пятерых участников для национального отбора, который состоялся 18 сентября 2022 года. Ведущим отбора был Тимур Мирошниченко. Победитель был определён комбинацией голосов от жюри (50%) и телезрителей (50%). В конце голосования возникла ничья, поэтому победитель был определён в пользу голосования жюри.
| №  | Участник                     | Песня               | Жюри | Телезрители | Итого | Место |
| -- | ---------------------------- | ------------------- | ---- | ----------- | ----- | ----- |
| 01 | София Артеменко и DJ Polinka | «Замовляння»        | 4    | 5           | 9     | 2     |
| 02 | Злата Дзюнька                | «Незламна»          | 5    | 4           | 9     | 1     |
| 03 | Елизавета Петрук             | «Пісня про Лелечат» | 1    | 2           | 3     | 4     |
| 04 | Дарья Реброва                | «Папороті квітка»   | 3    | 3           | 6     | 3     |
| 05 | Диана Стасюк                 | «We are the future» | 2    | 1           | 3     | 4     |

## На «Детском Евровидении»
Финал конкурса транслировал телеканал Суспiльне Культура, комментатором которого был Тимур Мирошниченко, а результаты голосования украинского жюри объявил Микола Олийник. Злата выступила под последним, шестнадцатым, номером после Армении, и заняла девятое место, набрав 111 баллов.

### Раздельные результаты голосования
| Раздельные результаты голосования Украины | Раздельные результаты голосования Украины | Раздельные результаты голосования Украины | Раздельные результаты голосования Украины | Раздельные результаты голосования Украины | Раздельные результаты голосования Украины | Раздельные результаты голосования Украины | Раздельные результаты голосования Украины | Раздельные результаты голосования Украины | Раздельные результаты голосования Украины |
| №                                         | Страна                                    | Член жюри A                               | Член жюри B                               | Член жюри C                               | Член жюри D                               | Член жюри E                               | Место                                     | Баллы                                     |                                           |
| ----------------------------------------- | ----------------------------------------- | ----------------------------------------- | ----------------------------------------- | ----------------------------------------- | ----------------------------------------- | ----------------------------------------- | ----------------------------------------- | ----------------------------------------- | ----------------------------------------- |
| 1                                         | Нидерланды                                | 6                                         | 9                                         | 6                                         | 7                                         | 12                                        | 8                                         | 3                                         |                                           |
| 2                                         | Польша                                    | 3                                         | 8                                         | 1                                         | 9                                         | 5                                         | 5                                         | 6                                         |                                           |
| 3                                         | Казахстан                                 | 15                                        | 15                                        | 13                                        | 12                                        | 15                                        | 15                                        |                                           |                                           |
| 4                                         | Мальта                                    | 10                                        | 10                                        | 9                                         | 6                                         | 9                                         | 10                                        | 1                                         |                                           |
| 5                                         | Италия                                    | 11                                        | 13                                        | 8                                         | 14                                        | 13                                        | 13                                        |                                           |                                           |
| 6                                         | Франция                                   | 7                                         | 6                                         | 7                                         | 8                                         | 1                                         | 6                                         | 5                                         |                                           |
| 7                                         | Албания                                   | 13                                        | 14                                        | 11                                        | 10                                        | 8                                         | 12                                        |                                           |                                           |
| 8                                         | Грузия                                    | 2                                         | 1                                         | 5                                         | 2                                         | 7                                         | 2                                         | 10                                        |                                           |
| 9                                         | Ирландия                                  | 4                                         | 4                                         | 3                                         | 5                                         | 4                                         | 4                                         | 7                                         |                                           |
| 10                                        | Северная Македония                        | 12                                        | 7                                         | 4                                         | 13                                        | 10                                        | 9                                         | 2                                         |                                           |
| 11                                        | Испания                                   | 5                                         | 11                                        | 10                                        | 3                                         | 6                                         | 7                                         | 4                                         |                                           |
| 12                                        | Великобритания                            | 8                                         | 3                                         | 2                                         | 1                                         | 3                                         | 1                                         | 12                                        |                                           |
| 13                                        | Португалия                                | 9                                         | 5                                         | 14                                        | 15                                        | 14                                        | 11                                        |                                           |                                           |
| 14                                        | Сербия                                    | 14                                        | 12                                        | 15                                        | 11                                        | 11                                        | 14                                        |                                           |                                           |
| 15                                        | Армения                                   | 1                                         | 2                                         | 12                                        | 4                                         | 2                                         | 3                                         | 8                                         |                                           |
| 16                                        | Украина                                   |                                           |                                           |                                           |                                           |                                           |                                           |                                           |                                           |

### Голосование
| Баллы                                                  | Страна                |
| ------------------------------------------------------ | --------------------- |
| 12 баллов                                              |                       |
| 10 баллов                                              | Казахстан             |
| 8 баллов                                               | Португалия            |
| 7 баллов                                               | Польша                |
| 6 баллов                                               | Грузия Ирландия       |
| 5 баллов                                               |                       |
| 4 балла                                                |                       |
| 3 балла                                                | Албания Мальта        |
| 2 балла                                                | Великобритания Сербия |
| 1 балл                                                 |                       |
| Украина получила 64 балла по итогам онлайн-голосования |                       |

| Баллы     | Страна             |
| --------- | ------------------ |
| 12 баллов | Великобритания     |
| 10 баллов | Грузия             |
| 8 баллов  | Армения            |
| 7 баллов  | Ирландия           |
| 6 баллов  | Польша             |
| 5 баллов  | Франция            |
| 4 балла   | Испания            |
| 3 балла   | Нидерланды         |
| 2 балла   | Северная Македония |
| 1 балл    | Мальта             |